# بیورسکوف
بیورسکوف (به لاتین: Bjæverskov) یک منطقهٔ مسکونی در دانمارک است که در Køge Municipality واقع شده‌است. بیورسکوف ۱٫۹ کیلومتر مربع مساحت و ۳٬۰۱۷ نفر جمعیت دارد.